# Studio Festi
Lo Studio Festi è un'azienda italiana di organizzazione eventi fondata nel 1982 da Valerio Festi e Monica Maimone con sede operativa e laboratorio a Venegono Superiore (Varese), dal 2010 ha una società collegata in Brasile con sede a San Paolo.
L'attività comprende l'organizzazione di spettacoli a cielo aperto, installazioni luminose, dette per la loro particolarità architetture di luce, installazioni video e video mapping e concerti per fuochi d’artificio con orchestra dal vivo
Lo studio ha curato, tra le altre cose, la realizzazione a Palermo dal 1995 al 1997 del ciclo triennale della Festa di Santa Rosalia, e la messa in scena a Bologna nel 1991 e nel 1992 dello spettacolo Antigone delle città in commemorazione della strage del 1980; Il memorial del terremoto di Kobe che si ripete ogni anno dal 1995.
Nel campo dei fuochi d'artificio, tra gli altri, lo studio si è occupato, in Piazza San Pietro nel 1999 con l'Orchestra della Accademia di Santa Cecilia diretta da Chung Myung-whun, degli effetti pirotecnici in occasione dell'inaugurazione del restauro della facciata della Basilica di San Pietro, alla presenza di Papa Giovanni Paolo II. 
Si è occupato inoltre delle cerimonie di apertura di eventi sportivi tra cui la Cerimonia di apertura dei XX Giochi olimpici invernali di Torino, per la quale ha realizzato il segmento dal Rinascimento al Barocco, l'apertura dei Campionati mondiali di ciclismo del 2008 a Varese, e la Cerimonia di apertura dei Campionati mondiali di nuoto 2009 a Roma.